# گمینا نور
گمینا نور (به لهستانی:  Gmina Nur) یک گمینا در لهستان است که در شهرستان اوستروف مازوویتسکا واقع شده‌است. گمینا نور ۱۰۲٫۸۵ کیلومتر مربع مساحت و ۲٬۹۳۴ نفر جمعیت دارد.